# Vickers Mark E
Tank Vickers E (Vickers Mk. E, Vickers 6-Ton) byl lehký tank vyráběný v britské firmě Vickers převážně na export. Byl zdařilým meziválečným lehkým tankem vyvinutým v roce 1928. Stroj byl vyráběn ve dvou obměnách: dvouvěžové typu A, vyzbrojené dvěma kulomety Vickers, nebo jednověžové typu B, vyzbrojené jedním kanónem ráže 47mm s krátkou hlavní a jedním kulometem. Kromě toho, že byl dodáván do mnoha zemí světa, zakoupil jeho licenci Sovětský svaz, který dle ní vyráběl tank T-26, a Polsko, které vyrábělo tank 7TP. Ovlivnil též konstrukci italských středních tanků M11 a M13 a československého lehkého tanku LT vz. 35.
Celkem bylo vyrobeno asi 153 kusů britského originálu. V britské armádě však tento tank nesloužil, respektive 4 stroje Mk E byly používány k výcviku.

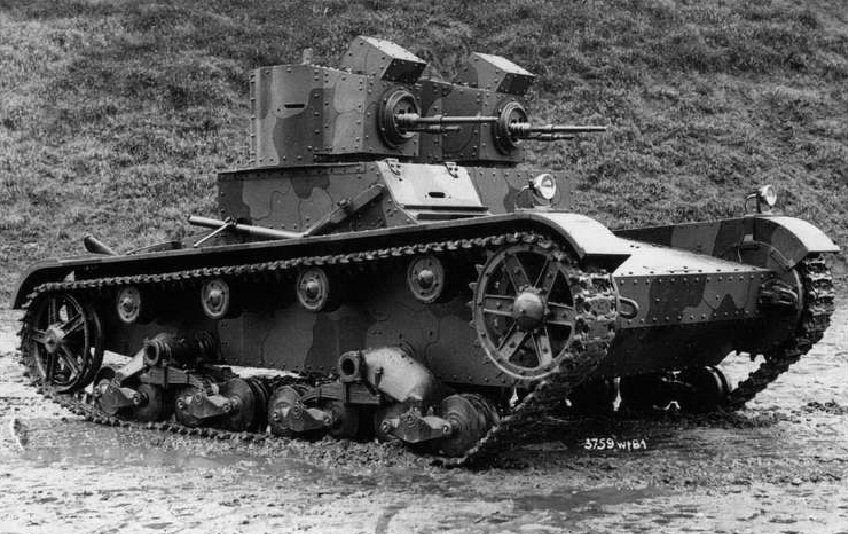
Dvouvěžový Vickers Mark E